# Coupe de France 2020/21
De Coupe de France 2020/21 was de 104e editie van dit voetbalbekertoernooi en stond open voor alle bij de Franse voetbalbond (FFF) aangesloten clubs, inclusief voor clubs uit de Franse overzeese gebieden (de departementen Guadeloupe, Frans-Guyana, Martinique, Mayotte en Réunion) en de gemeenschap Saint-Pierre en Miquelon). Er namen dit seizoen 7.378 teams deel.
Het bekertoernooi omvatte 14 ronden plus een voorronde. De clubs van de Championnat National stroomden in de vijfde ronde in, de teams van de professionele Ligue 2 in de achtste ronde (1/128) en die van de Ligue 1 in de negende.
Titelverdediger Paris Saint-Germain – dat voor het zevende opeenvolgende seizoen in de finale stond, waarbij alleen in 2019 de beker niet werd gewonnen – prolongeerde de titel in de finale die op 19 mei (zonder publiek vanwege de coronapandemie) werd gespeeld in het Stade de France in Saint-Denis door AS Monaco met 2-0 te verslaan. Het was voor Paris Saint-Germain sinds 1982, toen de finale voor het eerst werd gehaald, de negentiende finale en de veertiende bekerwinst. Voor vijfvoudig bekerwinnaar AS Monaco was het de tiende finaleplaats.

## Toernooiverloop

### 1/16 finale
De wedstrijden werden op 5, 6, 7 en 8 maart 2021 gespeeld.
| Thuisploeg                | Uitslag     | Uitploeg                    |
| ------------------------- | ----------- | --------------------------- |
| AS Beauvais Oise (IV)     | 0-2         | US Boulogne (III)           |
| Red Star FC (III)         | 3-2         | RC Lens                     |
| Valenciennes FC (II)      | 0-4         | FC Metz                     |
| GFCO Ajaccio (IV)         | 1-3         | Lille OSC                   |
| GF Albanais (IV)          | 1-1ns (6-5) | FC Annecy (III)             |
| FC Saint-Louis Neuweg (V) | 0-2         | CS Sedan (IV)               |
| Olympique Lyon            | 5-2         | FC Sochaux-Montbéliard (II) |
| OGC Nice                  | 0-2         | AS Monaco                   |

| Winnaar                      | Uitslag     | Verliezer                     |
| ---------------------------- | ----------- | ----------------------------- |
| Aubagne FC (IV)              | 0-2         | Toulouse FC (II)              |
| Olympique Alès (V)           | 1-2         | Montpellier HSC               |
| Angers SCO                   | 5-0         | Club Franciscain (Mart.)      |
| Canet Roussillon FC (IV)     | 2-1         | Olympique Marseille           |
| Olympique Saumur FC (V)      | 3-3ns (4-3) | US Montagnarde (VI)           |
| Le Puy Foot 43 Auvergne (IV) | 1-0         | FC Lorient                    |
| Stade Brestois               | 0-3         | Paris Saint-Germain           |
| SO Romorantinais (IV)        | 1-3         | Voltigeurs Châteaubriant (IV) |

### 1/8 finale
De wedstrijden werden op 17 maart, 6, 7 en 8 april 2021 gespeeld.
| Winnaar             | Uitslag     | Verliezer                    |
| ------------------- | ----------- | ---------------------------- |
| Paris Saint-Germain | 3-0         | Lille OSC                    |
| AS Monaco           | 0-0ns (5-4) | FC Metz                      |
| CS Sedan (IV)       | 0-1         | Angers SCO                   |
| GF Albanais (IV)    | 4-0         | Le Puy Foot 43 Auvergne (IV) |

| Winnaar                       | Uitslag     | Verliezer         |
| ----------------------------- | ----------- | ----------------- |
| Olympique Saumur FC (V)       | 1-2         | Toulouse FC (II)  |
| Canet Roussillon FC (IV)      | 1-0         | US Boulogne (III) |
| Voltigeurs Châteaubriant (IV) | 0-1         | Montpellier HSC   |
| Red Star FC (III)             | 2-2ns (4-5) | Olympique Lyon    |

### Kwartfinale
De wedstrijden werden op 20 en 21 april 2021 gespeeld.
| Winnaar                  | Uitslag | Verliezer        |
| ------------------------ | ------- | ---------------- |
| GF Albanais (IV)         | 2-0     | Toulouse FC (II) |
| Canet Roussillon FC (IV) | 1-2     | Montpellier HSC  |
| Paris Saint-Germain      | 5-0     | Angers SCO       |
| Olympique Lyon           | 0-2     | AS Monaco        |

### Halve finale
De wedstrijden werden op 12 en 13 mei 2021 gespeeld.
| Winnaar          | Uitslag     | Verliezer           |
| ---------------- | ----------- | ------------------- |
| Montpellier HSC  | 2-2ns (5-6) | Paris Saint-Germain |
| GF Albanais (IV) | 1-5         | AS Monaco           |

### Finale
De wedstrijd werd op 19 mei 2021 gespeeld in het Stade de France in Saint-Denis. De wedstrijd stond onder leiding van scheidsrechter François Letexier.
| Winnaar                            | Uitslag | Finalist  |
| ---------------------------------- | ------- | --------- |
| Paris Saint-Germain                | 2-0     | AS Monaco |
| Mauro Icardi 19' Kylian Mbappé 81' |         |           |